# In God’s Hands
In God’s Hands – piosenka pop stworzona i wyprodukowana przez Nelly Furtado oraz Ricka Nowelsa na trzeci album studyjny Furtado, Loose (2006). Utwór wydany został jako piąty europejski singel promujący krążek dnia 30 czerwca 2007. Dnia 15 kwietnia 2008 na rynku muzycznym ukazał się remiks kompozycji zarejestrowany z gościnnym udziałem Keitha Urbana.

## Wydanie singla
Dnia 30 czerwca 2007 singel ukazał się w Europie.
W Wielkiej Brytanii singel ukazał się dnia 31 lipca 2007 jedynie w formacie digital download, co przyczyniło się do niepopularności utworu, który nie zadebiutował w Top 100 notowania UK Singles Chart oraz Top 50 listy najchętniej kupowanych singli w Irlandii. Ponieważ w Australii kompozycja również wydana została jedynie za pośrednictwem witryn internetowych, nie pozwoliło to na debiut utworu w Top 50 notowania ARIA Charts najlepiej sprzedających się singli w tymże kraju.
Znacznie lepiej kompozycja poradziła sobie w Niemczech oraz Holandii, gdzie singel znalazł się w Top 40 oficjalnych notowań najchętniej kupowanych singli w obu krajach. W Niemczech „In God’s Hands” zadebiutował na miejscu #38, jednak to w czwartym oraz szóstym tygodniu od debiutu zajmował on pozycje #33, które zajmował na notowaniu jako najwyższe. Na holenderskim notowaniu singel zanotował debiut dnia 22 grudnia 2007 na miejscu #21. Cztery tygodnie po wysokim debiucie utwór zajął pozycję #15 i było to najwyższe miejsce jakie singel osiągnął na oficjalnej liście w Holandii.
W Ameryce Północnej dnia 15 kwietnia 2008 ukazał się remiks kompozycji z gościnnym udziałem wokalisty country Keitha Urbana. Singel nie zyskał na popularności w Stanach Zjednoczonych w przeciwieństwie do Kanady, gdzie utwór zadebiutował na pozycji #11 notowania Canadian Hot 100. Było to najwyższe miejsce jakie osiągnęła kompozycja na liście, spędziwszy w sumie szesnaście tygodni na notowaniu.

## Teledysk
Teledysk do singla nagrywany był dnia 9 maja 2007 w Los Angeles, Kalifornia oraz reżyserowany przez Jesse’ego Dylana. Klip ukazuje ujęcia prezentujące artystkę przechadzającą się po plaży w dzień i noc, siedzącą na pniu drzewa oraz leżącą na piasku trzymającą białe płótno, na którym później leży. Kolejne zdjęcia pokazują Furtado przy brzegu morza, spacerującą i płaczącą. Całość utrzymano w prostocie i melancholii czego wyrazem jest bezbarwna postać wideoklipu.
Klip miał premierę dnia 15 czerwca 2007 w Wielkiej Brytanii. W Australii teledysk ujrzał światło dzienne dnia 10 sierpnia za pośrednictwem stacji telewizyjnej ABC natomiast wideoklip nabyć można było bezpośrednio przez witrynę iTunes Store od 13 grudnia 2007. W Kanadzie premiera teledysku odbyła się w telewizji MuchMusic w listopadzie 2007. Miesiąc później, 19 grudnia 2007 za pośrednictwem programu MTV Total Request Live klip ujrzał światło dzienne w Stanach Zjednoczonych. Od dnia 19 lutego 2008 w ramach legalnego pobrania amerykańska wersja iTunes Store udostępniła teledysk w sieci.

## Listy utworów i formaty singla
Niemiecki promocyjny CD singel
1. „In God’s Hands”
2. „In God’s Hands” (koncertowy)

Singel digital download
1. „In God’s Hands” (wersja country z Keithem Urbanem)

Kanadyjski/niemiecki CD-maxi singel
1. „In God’s Hands” (wersja albumowa)
2. „In God’s Hands” (koncertowy)
3. „I'm Like a Bird” (koncertowy)
4. „In God’s Hands” (wideoklip)

## Oficjalne wersje
- „In God’s Hands” (miks UK Radio) – 3:58
- „In God’s Hands” (wersja albumowa) – 4:14
- „In God’s Hands” (wersja albumowa ze wstępem) – 4:54
- „In God’s Hands” (wersja radiowa) – 4:09
- „In God’s Hands” (z Keithem Urbanem) – 4:36

## Pozycje na listach
| Lista przebojów (2007)       | Najwyższa pozycja |
| ---------------------------- | ----------------- |
| Austria Singles Chart        | 53                |
| Holandia Top 40 Chart        | 15                |
| Kanada Billboard Hot 100 1   | 11                |
| Niemcy Singles Chart         | 33                |
| Szwecja Singles Top 60 Chart | 58                |
| Włochy Singles Chart         | 29                |

1 – wersja z gościnnym udziałem Keitha Urbana

## Daty wydania
| Region            | Data                 | Format                      |
| ----------------- | -------------------- | --------------------------- |
| Europa            | 30 czerwca 2007      | airplay                     |
| Wielka Brytania   | 31 lipca 2007        | airplay, digital download   |
| Australia         | 12 października 2007 | digital download            |
| Niemcy            | 23 listopada 2007    | CD singel, digital download |
| Włochy            | 7 grudnia 2007       | CD singel, digital download |
| Holandia          | 14 grudnia 2007      | CD singel, digital download |
| Kanada            | 15 kwietnia 2008     | CD singel, digital download |
| Stany Zjednoczone | 15 kwietnia 2008     | digital download            |